# Mathew Tait

a Compétitions nationales et continentales officielles uniquement.

b Matchs officiels uniquement.
Dernière mise à jour le 24 avril 2020.
Mathew James Murray Tait, né le 6 février 1986 à Shotley Bridge (en) (Angleterre), est un joueur international anglais de rugby à XV qui évoluait aux postes d'ailier, d'arrière ou de centre. International à 38 reprises, il a porté le maillot des Newcastle Falcons, Sale Sharks et Leicester Tigers.

## Biographie
Il a obtenu sa première cape internationale le 5 février 2005 à l'occasion d'un match contre l'équipe du pays de Galles à Cardiff. 
Joueur talentueux mais souvent blessé, Tait annonce qu'il prend une retraite forcée début 2019, à cause d'une blessure au tendon d'achille.

## Palmarès

### En club
- Vainqueur de la Premiership en 2013 avec les Leicester Tigers
- Finaliste de la Premiership en 2012 avec les Leicester Tigers
- Vainqueur de la Coupe anglo-galloise en 2004 avec les Newcastle Falcons et 2012 avec les Leicester Tigers

### En équipe nationale
- Finaliste de la Coupe du monde en 2007
- Vainqueur de la Churchill Cup en 2005 avec l'équipe d'Angleterre A

### Personnel
- Plus jeune joueur anglais à avoir disputé une finale de Coupe du monde à l'âge de 21 ans et 256 jours en 2007

## Statistiques en équipe nationale
- 38 sélections (19 fois titulaire, 19 fois remplaçant)
- 25 points (5 essais)
- Sélections par année : 1 en 2005, 4 en 2006, 14 en 2007, 5 en 2008, 8 en 2009, 6 en 2010
- Tournois des Six Nations disputés : 2005, 2007, 2008, 2009, 2010

En Coupe du monde :
- 2007 : Finaliste, 7 sélections (États-Unis, Afrique du Sud, Samoa, Tonga, Australie, France, Afrique du Sud)